# Lemma di Hopf
In matematica, il lemma di Hopf o teorema di Hopf stabilisce che se una funzione definita in una regione dello spazio euclideo delimitata da una superficie sufficientemente liscia ha un massimo (o minimo) sul bordo della regione ed è armonica in tutti i punti interni, allora la derivata direzionale nella direzione normale uscente dal bordo è strettamente positiva (o negativa).
Si tratta di un risultato che viene particolarmente utilizzato nello studio dei punti di massimo e delle equazioni alle derivate parziali.

## Enunciato
Data una funzione {\displaystyle u\in C^{2}(\Omega )\cap C^{1}({\bar {\Omega }})} subarmonica su un insieme aperto {\displaystyle \Omega } e che ha un massimo assoluto in {\displaystyle x\in \partial \Omega }, dove {\displaystyle \partial \Omega } è la frontiera di {\displaystyle \Omega }, allora se esiste una sfera {\displaystyle B\subset \Omega } in cui per {\displaystyle x} vale la condizione della sfera interna (ovvero {\displaystyle B\cap \Omega =\{x\}}) si ha:
{\displaystyle {{\partial u} \over {\partial {\vec {n}}}}(x)>0}
con {\displaystyle {\vec {n}}} un versore che da {\displaystyle x} entra perpendicolarmente in {\displaystyle B}.
Il discorso è analogo per i punti di minimo, per i quali la disuguaglianza ha il verso opposto. Più in generale se {\displaystyle u} non è differenziabile in {\displaystyle \partial \Omega } il limite che definisce la derivata direzionale è un limite superiore, e se {\displaystyle \Omega } non è limitato non è detto che {\displaystyle x} esista (sia nel caso di massimo che di minimo).

## Operatori ellittici
Dato un operatore ellittico:
{\displaystyle Lu=a_{ij}(x){\frac {\partial ^{2}u}{\partial x_{i}\partial x_{j}}}+b_{i}(x){\frac {\partial u}{\partial x_{i}}}+c(x)u\qquad x\in \Omega \subset \mathbb {R} ^{n}}
dove {\displaystyle \Omega } è aperto, il principio del massimo in forma debole stabilisce che una soluzione di {\displaystyle Lu=0} in {\displaystyle \Omega } assume il suo valore massimo sulla chiusura {\displaystyle {\overline {\Omega }}} in un qualche punto {\displaystyle x_{0}\in \partial \Omega } della frontiera {\displaystyle \partial \Omega }. Per tale punto si ha che la derivata direzionale {\displaystyle \partial /\partial \nu } nella direzione normale uscente è strettamente positiva:
{\displaystyle {\frac {\partial u}{\partial \nu }}(x_{0})>0}
Si tratta di una immediata conseguenza del fatto che {\displaystyle u(x)} deve essere non-decrescente per {\displaystyle x\to x_{0}}. Il lemma di Hopf assicura che, facendo assunzioni "blande" sulla regolarità di {\displaystyle \Omega } e {\displaystyle L}, si ha:
{\displaystyle {\frac {\partial u}{\partial \nu }}(x_{0})>0}
Più precisamente, sia {\displaystyle \Omega } una regione limitata in {\displaystyle \mathbb {R} ^{n}} e sia {\displaystyle u\in C^{2}(\Omega )\cap C^{1}({\overline {\Omega }})} una soluzione della disuguaglianza {\displaystyle Lu\geq 0} in {\displaystyle \Omega }. Sia inoltre {\displaystyle x_{0}\in \partial \Omega } scelto in modo che:
{\displaystyle 0\leq u(x_{0})=\max _{x\in {\overline {\Omega }}}u(x)}
Se {\displaystyle \Omega \in C^{2}} in {\displaystyle x_{0}} e {\displaystyle c\leq 0} allora o {\displaystyle u} è costante oppure {\displaystyle \partial u(x_{0})/\partial \nu >0}
Il risultato viene generalizzato rimpiazzando le assunzioni di regolarità su {\displaystyle \Omega } con la condizione della sfera interna: in tal caso il lemma considera una palla aperta {\displaystyle B\subset \Omega }, con {\displaystyle x_{0}\in \partial B}, che soddisfa la condizione della sfera interna.